# Уманский 1-й казачий полк
1-й Уманский Бригадира Головатого полк, Кубанского казачьего войска
- Старшинство — 1788 г.
- Полковой праздник — общий с войском.
- Полк сформирован в 1914 году[1].

## Формирование полка
1-й Уманский полк Кубанского казачьего войска ведёт свою историю от верных Запорожских казаков.
14 января 1788 года из верных Запорожцев учреждено войско верных казаков Черноморских, имевших в своём составе пешие и конные части.
Боевые действия
Полк — активный участник Первой мировой войны. Отличился 21 декабря 1914 г. под дер. Караурган.

## Список станиц полкового округа
Полковой округ — Уманский, состоял из станиц Ейского отдела Кубанской области.
- Уманская,
- Атаманская
- Батуринская,
- Березанская,
- Весёлая,
- Екатериновская,
- Ирклиевская,
- Калниболотская,
- Кисляковская,
- Крыловская[уточнить],
- Кущёвская,
- Незамаевская,
- Новолеушковская,
- Новоплатнировская,
- Новорождественская,
- Павловская,
- Старолеушковская,
- Челбасская,
- Шкуринская.

## Знаки отличий
- Полковое георгиевское знамя с надписью «За отличие при покорении Западного Кавказа в 1864 году»,

пожалованное 20 июля 1865 году,
- 12 георгиевских серебряных труб с надписью «За защиту Зорского перевала в 23 и 24-го июля 1877 года», пожалованных 13 октября 1878 года,
- Знаки отличия на головные уборы с надписью «За отличие в 1864 году и в войну с Японией в 1904 и 1905 годах», в 1-й полусотне 1-й сотни, пожалованные 30 июля 1911 года,
- Знаки отличия на головные уборы с надписью «За отличие при покорении Западного Кавказа в 1864 году и в войну с Японией в 1904 и 1905 годах» во 2-й полусотне 1-й сотни и в 3-й, 4-й и 6-й сотнях, пожалованные 30 июля 1911 года,
- Знаки отличия на головные уборы с надписью «За отличие при покорении Западного Кавказа в 1864 году, за геройскую защиту Баязета с 6-го по 28-го июля 1877 года и за отличие в войну с Японией в 1904 и 1905 годах» во 2-й и 5-й сотнях, пожалованные 30 июля 1911 года,
- Белевая тесьма на воротнике и рукавах мундиров нижних чинов, пожалованная 6 декабря 1908 года.

## Командиры полка
- 02.11.1908-23.07.1910 — полковник Стояновский, Константин Никитич
- 13.03.1913-04.07.1915 — полковник Фисенко, Михаил Георгиевич